# Abomey
Abomey est une ville et une commune du sud de la République du Bénin, située à 145 km de Cotonou, qui est la préfecture du département du Zou, dont elle est le chef-lieu. Fondée au XVIIe siècle par le roi Houégbadja c'est la capitale historique de l'ancien royaume du Dahomey de 1625 à 1894. Cette ville a gardé de cette époque un ensemble de palais royaux inscrits au patrimoine mondial de l'humanité par l’UNESCO. Elle est située à environ une centaine de kilomètres à l'intérieur des terres. Au cœur de la cité, les Palais Royaux sont un témoin matériel majeur de cette civilisation.

## Histoire

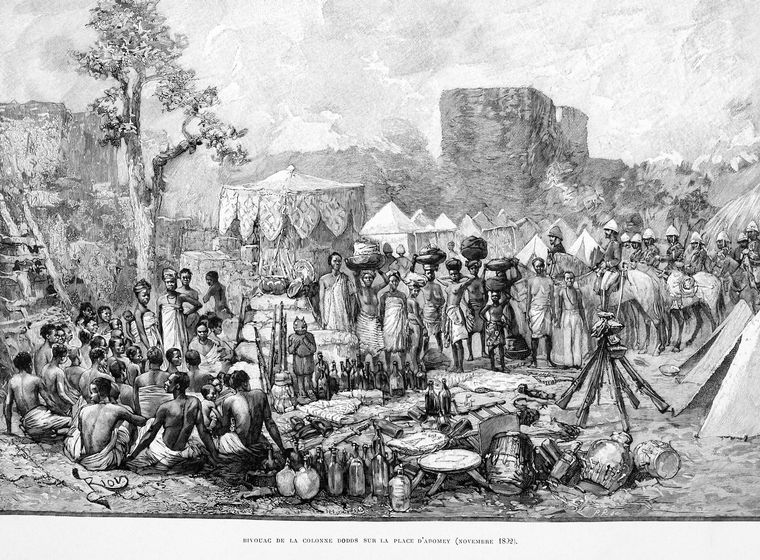
Bivouac de la colonne Dodds sur la place d'Abomey (novembre 1892).

Ancienne capitale du royaume du Dahomey (Danhomé en langue fon) (ou d'Abomey), fondée selon la tradition en 1625, l’histoire de ce royaume a vraisemblablement des origines mystérieuses. Ce royaume militaire, remarquablement organisé, s'étendit vers la zone côtière (trafic des armes et des esclaves) et conquit le royaume d'Allada qui se reconstitua à Porto-Novo. De 1625 à 1900, douze rois se succédèrent à la tête du puissant royaume d’Abomey. À l’exception du roi Houessou Akaba, qui utilisa un enclos distinct, chacun fit édifier son palais à l’intérieur d’un enclos entouré de murs de pisé tout en conservant certaines caractéristiques de l’architecture des palais précédents dans l’organisation de l’espace et le choix des matériaux. En effet, selon la légende, la fille du roi de Tado (localité située de nos jours au Togo) fut fécondée par un léopard alors qu’elle allait dans la brousse puiser de l’eau ou quérir du bois de chauffe. De cette union extraordinaire naquit un enfant prodigieux nommé Agassou, le fondateur du clan des Agassouvi .
S'ensuivirent alors de sanglantes querelles de succession dignes des cours les plus sophistiquées. En effet, des batailles entre clans rivaux étaient de mise et aussi des exils forcés qui émaillent ainsi l’histoire des premiers royaumes du Bénin actuel, avec lesquels les Portugais entrent en contact dès le XVIe siècle. On considère par ailleurs que c’est le roi Houegbadja qui fonde véritablement le royaume du Danhomè au début du XVIIe siècle. Il dote alors la nouvelle dynastie d’un corpus législatif de quarante et une loi qui portent son nom (« les quarante et une lois de Houegbadja »), établit sa capitale dans la plaine vallonnée du plateau d’Abomey, où il fait édifier son premier palais royal et installe sa puissante bureaucratie qui est à vocation politique et religieuse. C’est sous son règne d’ailleurs que le royaume prend une idéologie expansionnisme. Il a fait du Danhomè un État toujours plus grand et plus fort. Les différents rois ou sinon les différents monarques de ce royaume n’ont jamais cessé de faire la guerre à leurs voisins pour prouver leur suprématie.
Le fils du Houegbadja, Yangodo, va jeter son dévolu sur le petit État du roi Dan, qu’il finit par attaquer et décapiter, avant de jeter son cadavre mutilé dans les fondations de son futur palais. En effet, le nom même du Danhomè signifie littéralement « sur le ventre de Dan », allusion à peine voilée au meurtre perpétré à l’encontre de cet ennemi qui était jugé trop encombrant et dérangeant.
Il devient roi sous le nom d’Akaba et va perpétuer des rituels annuelles pour maintenir le lien avec les ancêtres royaux, cérémonies qui étaient d’ailleurs instaurées sous le règne de son père. Le royaume de Danhomè est jugé pour les uns trop « sauvage » et pour les autres attise énormément de convoitises. Par la suite, le frère du roi Akaba, Agadja, va conquérir de nombreux royaumes voisins dont la ville côtière Ouidah, qui deviendra par la suite un point sensible sur la route des esclaves de l’Afrique de l’Ouest. Les rois d’Abomey offriront un poste de commerce aux Européens qui se retourneront plus tard contre eux. L’esclavage étant dénoncé de façon internationale, le roi Glèlè s’obstine comme son père Ghézo à maintenir le commerce d’esclaves et les sacrifices humains qu’on lui a pourtant sommé d’arrêter.
En réponse à Richard Burton au sujet de l’arrêt de l’esclavage, le roi Glèlè signifie à ce dernier que, cette pratique a été établie par les Européens eux-mêmes. Sa mort, et l’avènement de son fils Béhanzin vont d’ores et déjà précipiter le déclenchement des répulsions. Les Français tenteront ainsi de porter le coup fatal à cette monarchie des moins dociles. Le roi Béhanzin lance donc un assaut préventif contre ses ennemis, mais vu la supériorité de l’armée française, il est obligé d’abdiquer et il se replie au nord d’Abomey. Béhanzin, avant sa fuite, suivie de sa capture, met le feu au palais d'Abomey. Les richesses du palais sont dispersées. Il se rend au général Dodds, le 25 janvier 1894 et fut déchu de son trône. Il ira en exil en Martinique et mourut en Algérie une douzaine d’années plus tard . Les palais d’Abomey fournissent ainsi le témoignage exceptionnel d’un des plus grands royaumes d’Afrique qui s'est éteint.

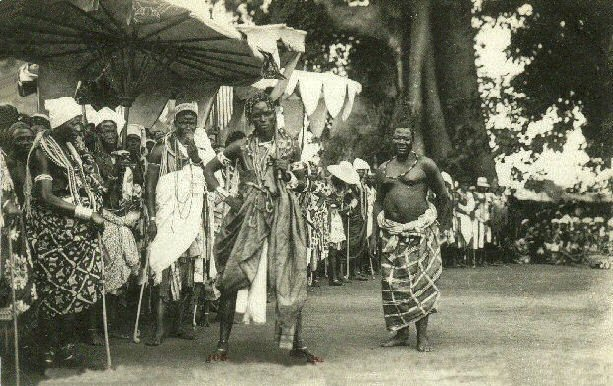
Abomey 1908.

## Population
La population d’Abomey, connait un taux d'accroissement démographique faible (3,47 ) selon une étude socio-urbaine réalisée en mars 1983. En effet, l’émigration est très forte (environ 50 % des Aboméens habitent dans d'autres villes du pays) et cela semble ainsi indiquer un certain blocage de l'évolution de la ville. De plus, l’organisation familiale aboméenne comporte des formations sociales disparates situées a des échelons différents. Le système social d’Abomey est fondé sur l’articulation de deux niveaux dont l’un est populaire et l'autre princier. Tous deux sont animés par une même dynamique : l'exclusion ou le refoulement d'éléments autochtones dans le contexte d'une subordination (simple ) couplée a une intégration, ou bien le rattachement d'éléments extérieurs dans le contexte d'une subordination (complexe ). Par ailleurs, lors du recensement de 2013 (RGPH-4), la commune comptait 92 266 habitants.

## Enseignement
- Lycée Houffon anciennement connu sous le nom de Cours Normal d'Instituteurs.

## Religions pratiquées
Sur le plateau d'Abomey, plusieurs religions sont pratiquées. En effet, le vaudou est la principale religion endogène qui est constituée en un ensemble cohérent et hiérarchisé de croyances, de rituels, de pratiques et de pratiquants et sur lequel nous nous attarderons. Cette religion est basée sur la reconnaissance de la diversité des hommes et de leurs liens forts avec les composantes fondamentales de la nature, elle propose aussi une continuité entre les générations par l'intermédiaire de ceux qui la transmettent, y compris quand ils se retrouvent dans l’au-delà. Le vaudou a pour vocation de maintenir une harmonie entre les individus et entre les divers groupes sociaux et culturels, dans leur environnement naturel. En permettant de les visualiser, il facilite l’instauration d’un respect mutuel et le maintien d’un équilibre entre les forces présentes. Les pratiques vaudou permettent de les identifier, de les diriger, de les exploiter ou encore de les neutraliser grâce aux intermédiaires que sont les divinités et les ancêtres, le tout en ayant recours à un art divinatoire : le « Fâ ». Cette religion, est arrivée à Abomey sous le règne du roi Agadja dont une des femmes était d’origine nago, un sous- groupe des Yoruba . Nous voyons ainsi que, le royaume d’Abomey était caractérisé par des religions ancestrales dont le culte des egun qui était un culte pratiqué par les yoruba et qui était découragé par les Fons. En outre, parallèlement à son émergence, le culte est évidemment diabolisé, comme les autres cultes « traditionnels », par les missionnaires et les Églises chrétiennes (dont la scène est largement dominée par l’Église catholique dans la région d’Abomey). Par ailleurs, ce culte est, depuis plusieurs décennies maintenant, au cœur de compromis et de dynamiques identitaires qui ne peuvent faire abstraction du système esclavagiste fon .

## Culture

### Musée historique

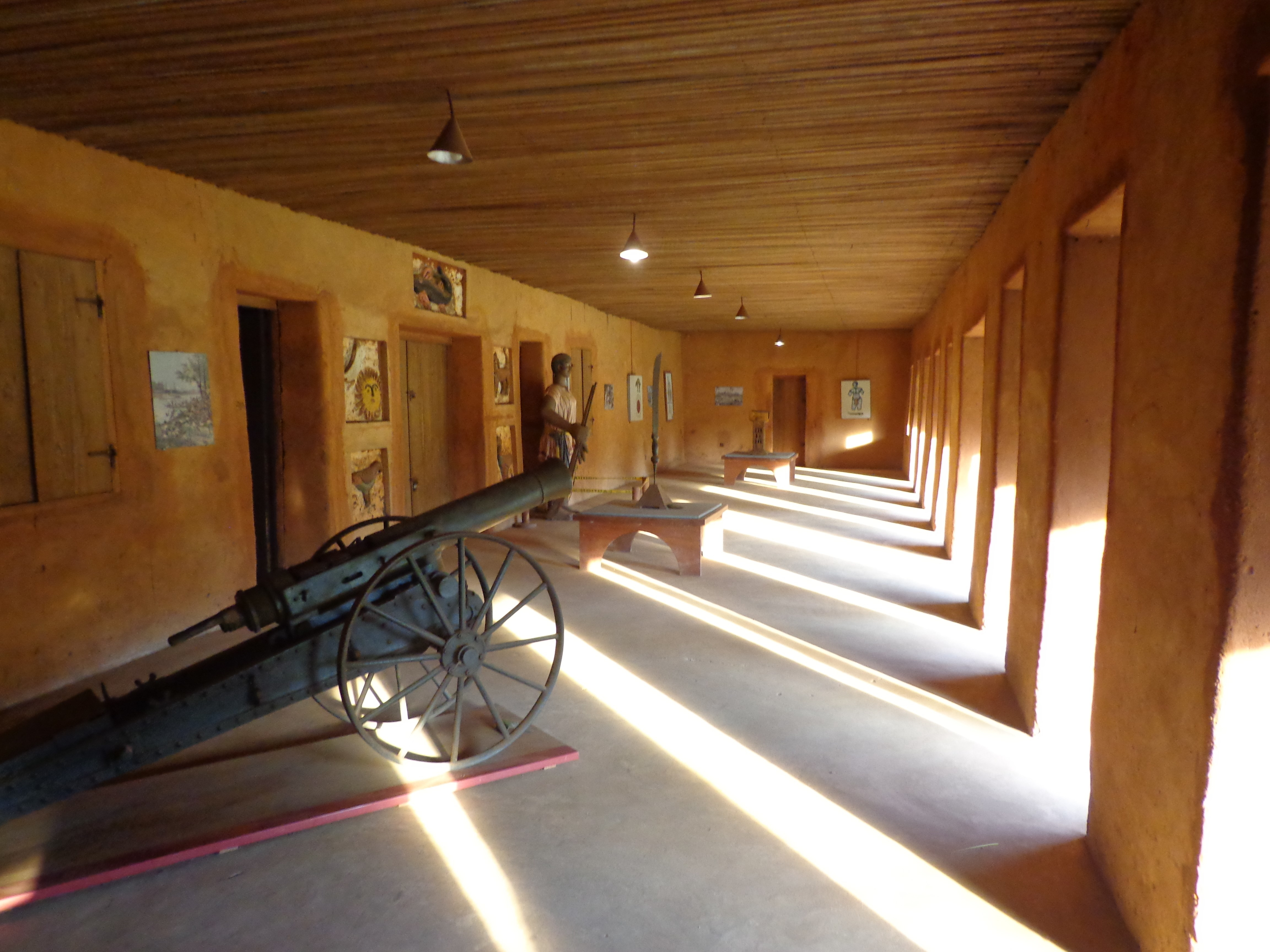
Exposition, Palais royaux d'Abomey.

Le musée historique d’Abomey, a été conçu dans l’enceinte des palais royaux d’Abomey, l’ancienne capitale, et a pour but de perpétuer la mémoire du royaume. En effet, jusqu’à une date récente, ces collections qui soutiennent le discours du témoignage et de la mémoire n’avaient jamais fait l’objet d’un inventaire systématique .

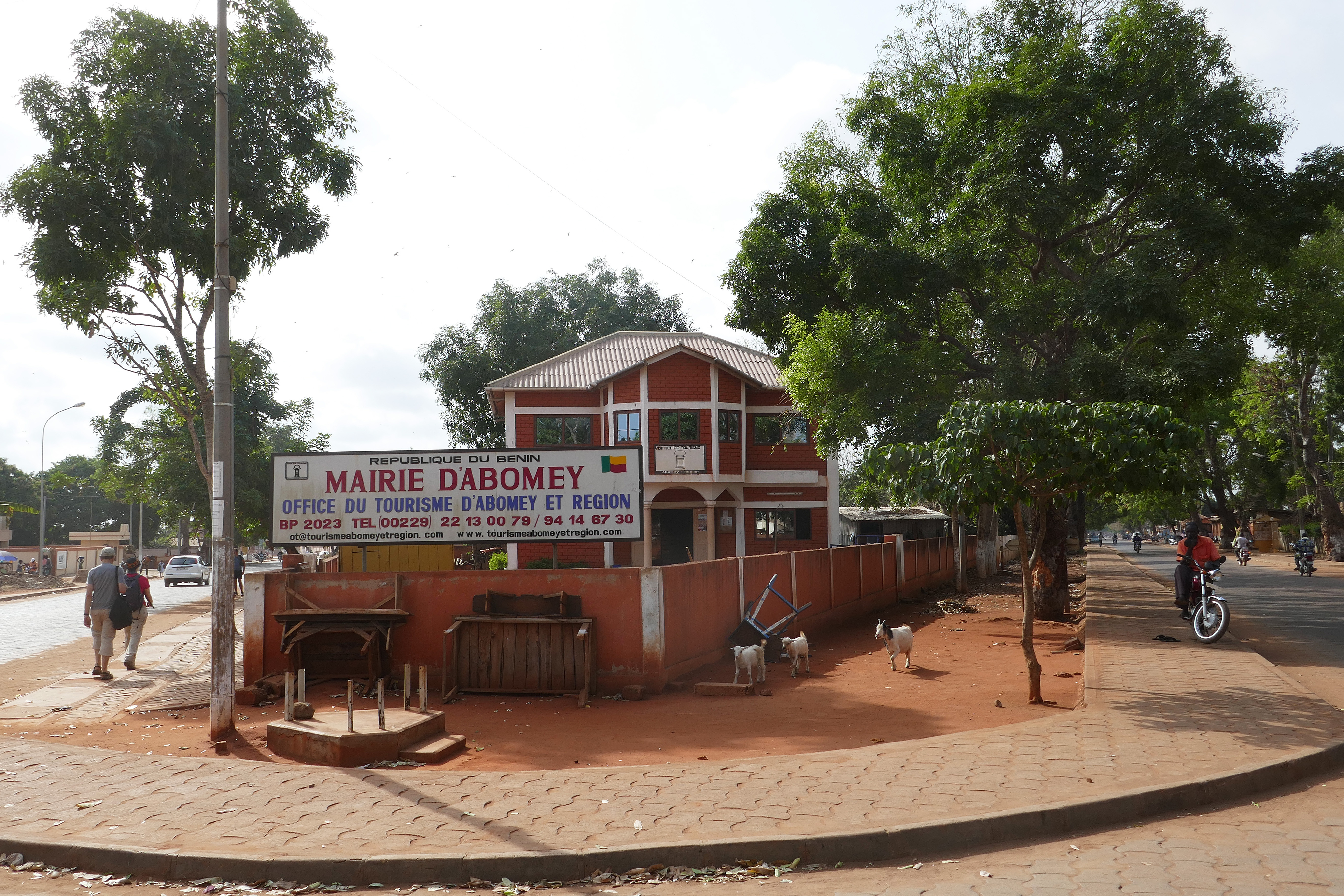
Office du Tourisme d'Abomey.

Une série de collections sont exposées dans le musée historique d’Abomey. Ces collections sont un ensemble des artefacts ou objets qui constituent la richesse de ce dernier (musée historique). Elles s’estiment en nombre et surtout en qualité et dans cette mesure, un inventaire a été fait et c’est celui de 1995 qui présente une situation de 1050 objets, dont des autels portatifs ou assins (métal); des textiles; un siège en bois ainsi que d’autres attributs royaux . Par cet inventaire, on arrive à classifier les collections du musée en quatre périodes et deux séries .
En effet, les collections du musée ont bénéficié d’attentions particulières de la part des partenaires internationaux notamment celle du Centre international d'études pour la conservation et la restauration des biens culturels en acronyme ICCROM qui a été mis en place par un programme dénommé PREMA et qui a été mis en place dans les années 1990 à 2000 par le ministère italien des Affaires étrangères et l'Institut Getty de Conservation (GCI). Ce programme a depuis les années 1992, entrepris avec la collaboration de la Direction du Patrimoine Culturel une pléthore d’actions qui consistaient à rendre plus performantes les différentes prestations dudit Musée. Ces actions visaient par ailleurs dans un premier temps à une l'organisation du cours qui est centré sur les principes de base de la documentation, de la conservation préventive et de l’exposition à l’intention des techniciens de musées de la sous-région ouest-africaine et dans un second temps la réorganisation de l'exposition permanente.

### Expositions des objets du royaume d’Abomey dans des musées hors du Bénin
Certains objets qui ont appartenu au roi Béhanzin ont été récupérés dans le monde entier, sélectionnés puis dispersés dans différents musées du monde. Ces objets ont été acquis surtout lors de l’arrestation du roi Behanzin et aussi surtout après sa mort. Une collection de certains objets ont été exposés au musée du Quai Branly. Par ailleurs, la collection actuelle du musée du quai Branly est le résultat de nombreuses initiatives individuelles non liées directement à l’évènement de la destitution de Béhanzin, à l’exception du trône prélevé par le général Dodds dans le palais en flamme, abandonné par le roi . D'autres objets ont été offerts par dons par Édouard Foà au musée du Trocadéro. De plus, une collection de moulage a été aussi exposée au musée du Trocadéro par Georges Waterlot. En effet, en devenant plus tard musée de l'Homme, le musée du Trocadéro va dédier un espace au Dahomey et par ricochet au travail de Waterlot. Les moulages ornant l'escalier de l'aile Passy furent présentés au public et une vingtaine d’entre eux furent exposés plusieurs dizaines d’années dans les galeries publiques tandis que les autres furent inscrits en creux dans les murs du sous-sol du musée, visibles uniquement par le personnel et de rares visiteurs . En dépit de toutes ces expositions, d’importants objets ont été récupérés après la chute du roi Behanzin dont des objets de valeur qui lui ont appartenu. L'on trouvera donc trente objets du palais du roi Behanzin, qui ont représenté entre autres sa suprématie et son pouvoir à l’époque .

## Palais et sites royaux

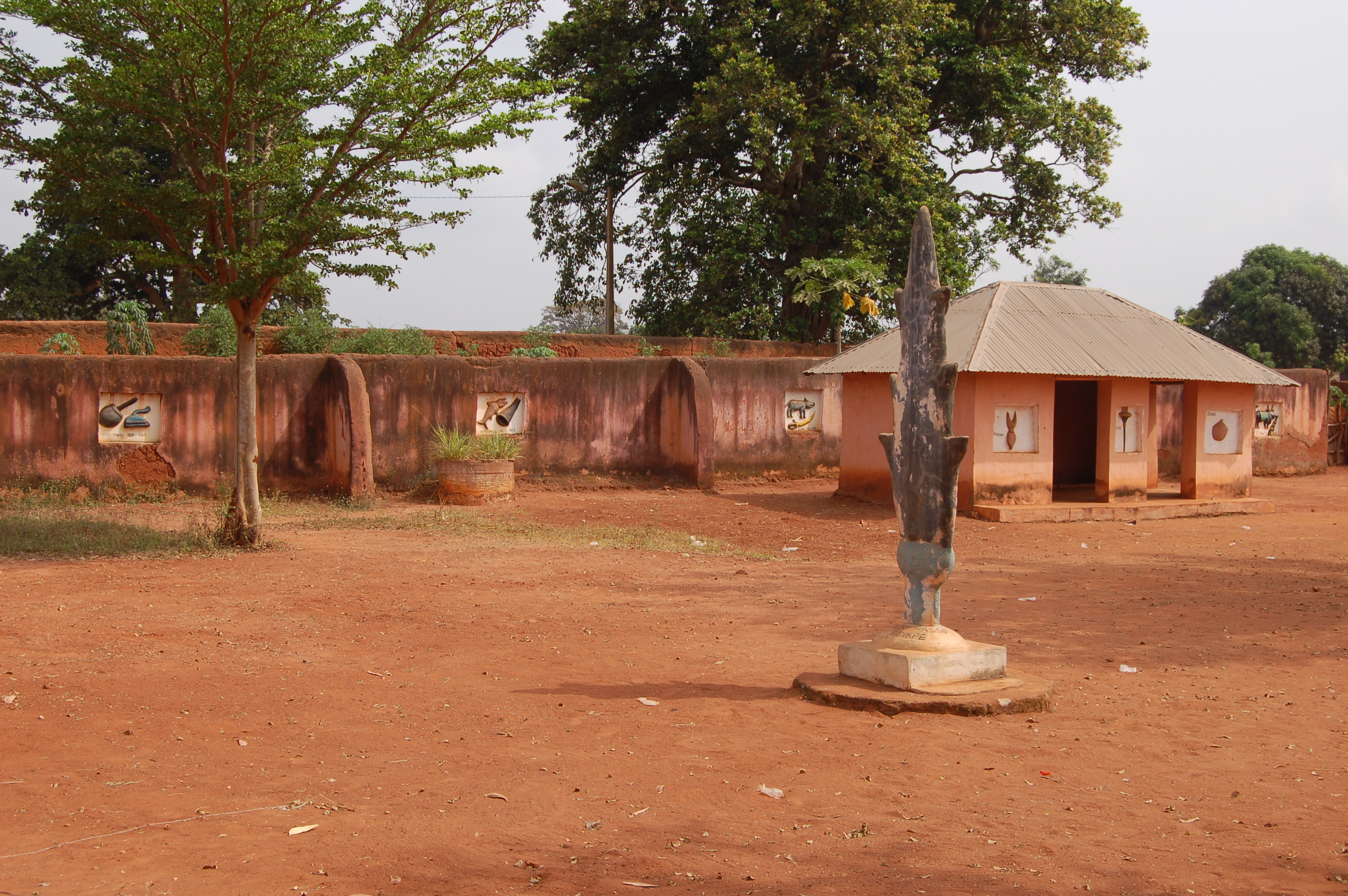
Vue d'une partie du complexe des palais royaux d'Abomey.

Les palais royaux d'Abomey, inscrits au patrimoine mondial en 1985, constituent un haut lieu de l'histoire, de la culture vivante et du tourisme du Bénin. Il s'agit de dix palais aménagés sur un site de 47 ha ; ces palais sont pour certains bâtis les uns à côté des autres, tandis que d'autres ont été construits en extension d'un palais existant. Les palais des rois Ghézo et Glèlè accueillent de nos jours le musée historique d'Abomey. Les collections abritent des sièges royaux, bas-reliefs, statuettes et objets cultuels vaudous. Le charme principal de la ville d’Abomey, demeure vraisemblablement dans les palais royaux dont une partie (ceux des Gézo et Glélé ) contient l'un des plus précieux musées du Bénin. Vestiges d’un passé glorieux tant dans l’organisation politique, économique et religieuse que par l'architecture, les restes des palais royaux construits par les différents rois qui se sont succédé, les rites, les cérémonies culturelles et d’intronisation qui ont encore cours sur le site constituent des témoins vivants de l'importance et de la puissance du royaume. Les palais royaux d'Abomey sont un ensemble constitué de bâtis et d'espaces que délimite par endroits des murs de clôture et des murailles de hauteur impressionnante. L'occupation spatiale se traduit d’une façon générale au niveau de chaque palais par la présence de cours hiérarchisées destinées à certaines pratiques et cérémonies royales ,.

## Personnalités liées à la commune
- Justin Tometin Ahomadegbe (1917-2002), ancien premier ministre et président du Bénin y est né.
- Jean Pliya (1931-2015), écrivain et universitaire y est inhumé.
- Cyprien Tokoudagba (1939-2012), peintre et sculpteur béninois, y est né et y a travaillé.
- Barthélemy Adoukonou (1942-), prêtre puis évêque catholique membre de la Curie romaine y est né.
- Alèkpéhanhou (1952-), musicien, compositeur, parolier, producteur de musique et griot y est né.
- Joseph Djogbenou (1969-), avocat et homme politique y est né.

## Jumelage
La commune a adhéré à l'association internationale des maires francophones en 2004.
Abomey est aussi jumelée avec Albi, et Mouilleron le Captif en France ainsi que St Hubert en Belgique.